# Женщина, которая убежала
«Женщина, которая убежала» (кор. 도망친 여자, Domangchin yeoja) — корейский фильм-драма 2020 года режиссёра Хон Сансу. Фильм, ставший 24-й кинематографической работой режиссёра, вошёл в конкурсную программу 70-го Берлинского кинофестиваля, где был удостоен «Серебряного медведя» за лучшую режиссуру.

## Сюжет
Драматическая история молодой корейской женщины Гамхи (Ким Мин Хи), оказавшейся в затруднительном положении. Оставшись дома одна после отъезда мужа в командировку, она решает встретиться со своими подругами. Беспечные на первый взгляд беседы с ними поднимают слишком много вопросов о прошлом, настоящем и будущем Гамхи.

## В ролях
| Актёр      | Роль       |
| ---------- | ---------- |
| Ким Мин Хи | Гамхи      |
| Со Ёнхва   | Ёнсун      |
| Сон Сонми  | Суён       |
| Ким Сэбёк  | Уджин      |
| Квон Хэхё  | мистер Чон |